# Futtsu, Chiba
Futtsu (tiếng Nhật: 富津市, là một thành phố thuộc tỉnh Chiba của Nhật Bản.